# Eileen Heckart
Eileen Heckart est une actrice américaine de cinéma, née le 29 mars 1919 à Columbus (Ohio) États-Unis et morte le 31 décembre 2001 à Norwalk (Connecticut) des suites d'un cancer. 

## Biographie

### Carrière
Elle fait l'essentiel de sa carrière à la télévision. Elle est au générique de Gunsmoke et de Alfred Hitchcock présente en 1955, de Le Fugitif en 1963, de Les Rues de San Francisco en 1972 et de La Petite Maison dans la prairie en 1974.

## Filmographie

### Cinéma
- 1955 : Immortel Amour (Miracle in the rain) de Rudolph Maté
- 1956 : Marqué par la haine (Somebody up there likes me) de Robert Wise
- 1956 : La Mauvaise Graine (The Bad Seed) de Mervyn LeRoy
- 1956 : Arrêt d'autobus (Bus Stop) de Joshua Logan
- 1958 : Vague de chaleur (Hot Spell) de Daniel Mann
- 1960 : La Diablesse en collant rose (Heller in pink tighs)  de George Cukor
- 1962 : Mes six petits amours et mon chien (My six loves) de Gower Champion
- 1967 : Escalier interdit (Up the down staircase) de Robert Mulligan
- 1969 : The tree de Robert Guenette
- 1968 : Le Refroidisseur de dames (No way to treat a lady) de Jack Smight
- 1972 : Libres sont les papillons (Butterflies Are Free) de Milton Katselas
- 1974 : Zandy's Bride de Jan Troell
- 1974 : Dieu en enfer (The hiding place) de James F. Collier
- 1976 : Trauma (Burnt offerings) de Dan Curtis
- 1985 : Josh, the Logan legend documentaire de Zinn Arthur
- 1986 : Seize the Day (en) de Fielder Cook
- 1986 : Le Maître de guerre (Heartbreak Ridge) de Clint Eastwood
- 1994 : Breathing Lessons de John Erman
- 1996 : Le Club des ex (The first wives club) de Hugh Wilson

### Télévision
- 1972 : Les Rues de San Francisco (Série TV) - Saison 1, épisode 2 (The Thirty-Year Pin) : Stella Charnovski
- 1979 : La Petite Maison dans la prairie (The House on the Prairie) (série télévisée) saison 5, épisode 17 (Le bal (1/2) (Dance with me: Part 1) ) : Amanda + saison 5, épisode 18 (Le bal (2/2) (Dance with me: Part 2) ) : Amanda
- 1983 : Trauma Center (série télévisée) : Infirmière Amy Decker

## Voix françaises
- Marie Francey dans :
  - La Diablesse en collant rose
  - Arrêt d'autobus
- Denise Bosc dans Marqué par la haine
- Nathalie Nerval dans Le Club des ex
- Paule Emmanuele dans Le Maître de guerre
- Aline Bertrand dans Le Refroidisseur de dames

## Distinction
- 1957 : Golden Globe de la meilleure actrice dans un second rôle pour La Mauvaise Graine